# Jay Khan

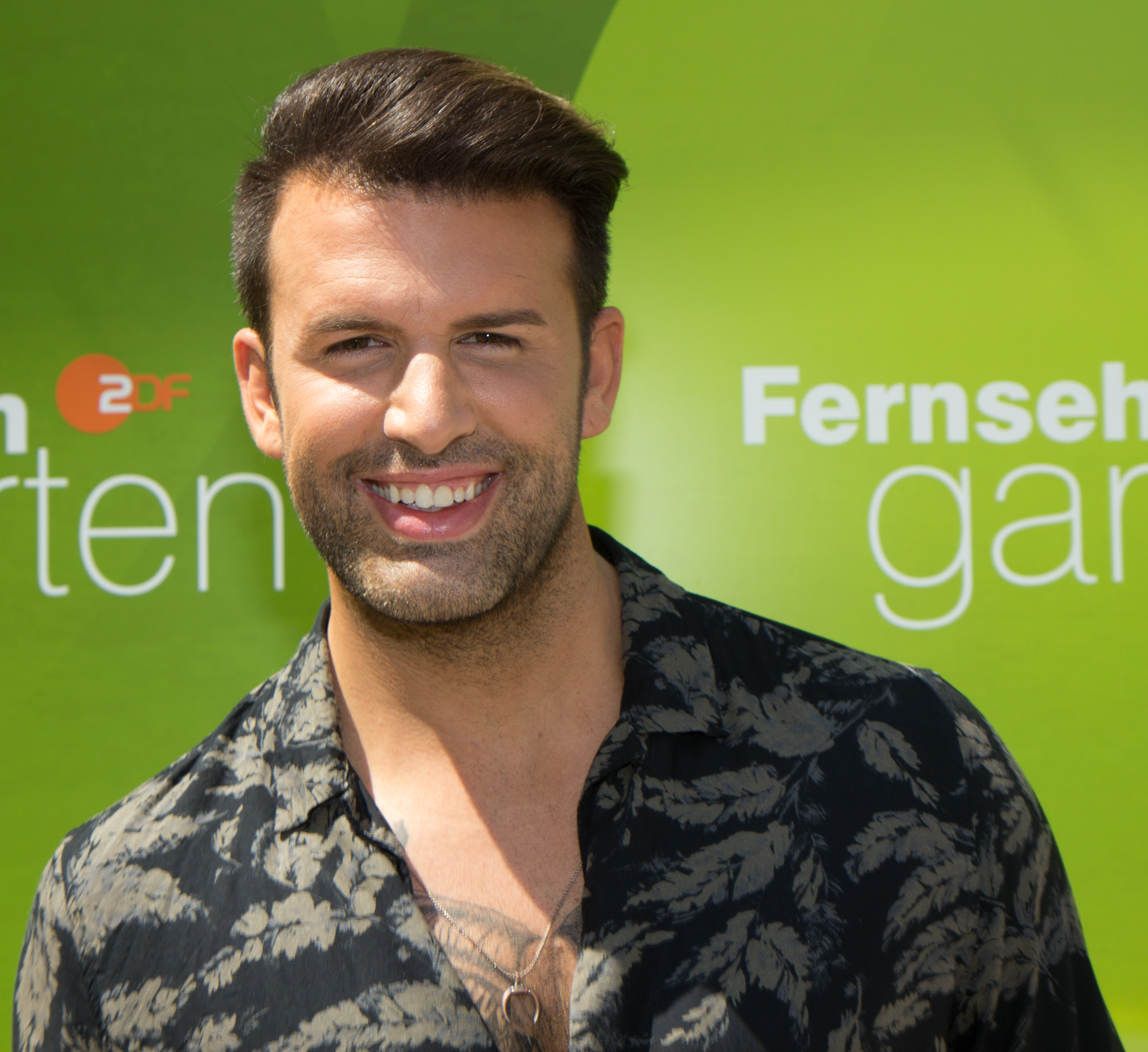
Jay Khan (2018)

Tariq Jay Khan (* 31. März 1982 in London) ist ein britischer Pop- und Schlagersänger und Songwriter. Bekannt wurde er als Mitglied der Boyband US5. Unter dem Namenskürzel TK-Roxx (Tariq Khan Rocks) schrieb er für US5 und andere Interpreten Songs, die Chartplatzierungen erreichten. Khan ist Gründungsmitglied der Boyband Team 5ünf.

## Leben
Khan ist pakistanisch-britischer Abstammung. Bis er vier Jahre alt war, lebte seine Familie in der englischen Hauptstadt, danach folgte der Umzug nach Berlin. 1998 zog seine Mutter zusammen mit seinen beiden Geschwistern (Schwester und Bruder) wieder zurück nach London. Khan blieb jedoch bei seinem Vater in der deutschen Hauptstadt. Zwei Jahre später machte er am Französischen Gymnasium in Berlin sein Abitur. Nach seiner Schulzeit studierte er in England einige Semester Journalismus.
Jay Khans musikalische Karriere begann im Alter von 16 Jahren, als er die beiden Produzenten Mike Michaels und Mark Dollar von der Berliner Produktions-/Plattenfirma Triple-M Musik kennenlernte. Die ersten Erfolge konnte Khan 2003 für sich verbuchen, als er für das Debütalbum It’s Done der Boyband Overground sieben Titel schrieb, darunter auch als Koautor den Nummer-eins-Hit Schick mir ’nen Engel. Das Album erreichte in Deutschland Platinstatus.
Sein eigener musikalischer Durchbruch gelang Khan 2005, als der Musikproduzent Lou Pearlman die Band US5 ins Leben rief. In der Band fungierte er als Band-Leader, Songwriter und Produzent. Mit ihrer Debütsingle Maria schaffte es US5 in Deutschland bis auf Platz eins der deutschen Singlecharts und in den USA bis auf Platz sechs der Billboard-Sales-Charts. Bis 2008 landete die Band in Deutschland neun Top-Ten-Hits. In den Jahren 2005 bis 2009 verkauften US5 weltweit über 12 Millionen Tonträger.
2011 nahm Khan als Kandidat an der RTL-Show Ich bin ein Star – Holt mich hier raus! teil, bei der er den vierten Platz belegte. Als Solomusiker trat Khan unmittelbar danach mit seiner Debütsingle Nackt auf, die Platz 59 der deutschen Single-Charts erreichte.
2012 trat Khan beim ProSieben Promiboxen in den Ring, wo er gegen Martin Kesici boxte und den Kampf nach Punkten gewann. Mitte 2012 gründete er zusammen mit dem früheren Schlagzeuger von Ich+Ich Jan Trojanowski das Projekt Großstadt Freunde. Die Debütsingle Karussell erreichte die Top 15 der deutschen Airplay-Charts. Bis Mitte 2014 veröffentlichte die Band die Singles Schloss, Weil du zu mir stehst und Alle Wege sowie das Debütalbum Wir sind hier.
Von 2013 bis 2018 betrieb Khan zusammen mit seinem Vater das italienische Restaurant „Padre e Figlio“ (dt. „Vater und Sohn“) in Berlin.
Als eine Art singender Conférencier bei Atemlos – Das Hit Varieté Festival war Khan zusammen mit Schlagersängerin Ella Endlich von Oktober 2015 bis Februar 2016 täglich im Wintergarten Varieté Theater zu sehen. Von September 2016 bis Februar 2017 stand er erneut auf der Bühne des Wintergartens als Sänger von Hits der 80er Jahre.
2017 veröffentlichte Jay Khan die Schlager-Singles Dein Bodyguard, geschrieben von ihm selbst und Norbert Endlich, und Sie steht auf Dirty Dancing.
2018 präsentierte Jay Khan zusammen mit der Sängerin Jenny Marsala bei der Show von Florian Silbereisen Schlager und Schnee – die KLUBBB3-Hüttenparty den Song 24 Songs auf 1 Lied. Die Musiker sangen 24 erfolgreiche und berühmte Schlager-Songs aus den vergangenen 60 Jahren zum Rhythmus des Megahits Despacito und stellten dabei den ersten „Schlager-Weltrekord“ auf. Im selben Jahr veröffentlichte Khan die Single Casanova. Am 31. Mai 2018 veröffentlichte er zusammen mit Dschinghis Khan anlässlich der Fußball-Weltmeisterschaft 2018 das Video zu einer Neuauflage des Liedes Moskau.
2021 gründete Khan zusammen mit Marc Terenzi die Boygroup Team 5ünf, die auf Deutsch bekannte Boygroup-Hits auf ihrem Album Einmal Boyband und zurück covern. Das Casting der drei weiteren Bandmitglieder wurde vom Mittagsjournal Punkt 12 in einer Miniserie begleitet. Als erste Auskopplung erschien die Single Komm zurück zu mir, eine deutsche Version des Take-That-Klassikers Back for Good.
Ab Mitte November 2022 war Khan Teil der 10. Staffel von Promi Big Brother, in der er den fünften Platz belegte.

## Privates
Khan war drei Jahre (2006–2009) mit Lena Gercke – Gewinnerin der ersten Staffel der Heidi-Klum-Show Germany’s Next Topmodel – liiert. Von Januar bis Juli 2011 führte er eine Beziehung mit der Sängerin Indira Weis.

## Diskografie

### Studioalben
| Jahr | Titel            | Höchstplatzierung, Gesamtwochen, AuszeichnungChartsChartplatzierungen (Jahr, Titel, Platzierungen, Wochen, Auszeichnungen, Anmerkungen) | Anmerkungen                         |
| Jahr | Titel            | DE | Anmerkungen                         |
| ---- | ---------------- | --- | ----------------------------------- |
| 2025 | Verdammt! Telamo | DE5 (1 Wo.)DE | Erstveröffentlichung: 11. Juli 2025 |

### Singles
| Jahr | Titel Album | Höchstplatzierung, Gesamtwochen, AuszeichnungChartsChartplatzierungen (Jahr, Titel, Album, Platzierungen, Wochen, Auszeichnungen, Anmerkungen) | Anmerkungen                        |
| Jahr | Titel Album | DE | Anmerkungen                        |
| ---- | ----------- | --- | ---------------------------------- |
| 2011 | Nackt –     | DE59 (2 Wo.)DE | Erstveröffentlichung: 20. Mai 2011 |

Weitere Singles
- 2017: Dein Bodyguard
- 2017: Sie steht auf Dirty Dancing
- 2017: #Geil
- 2018: Casanova
- 2018: Moskau, Moskau (Dschinghis Khan feat. Jay Khan)
- 2018: Löwenherz
- 2019: Amor (Obsesión)
- 2019: Hochexplosiv
- 2024: Mein Stern
- 2024: Bauchgefühl
- 2024: Verdammt!
- 2024: Verdammt! Es weihnachtet
- 2025: Dieser Kuss
- 2025: Tausendmal
- 2025: Maria '25
- 2025: Sie, du & ich (mit Anna-Carina Woitschack)

### Großstadt Freunde
Alben
- 2014: Wir sind hier

Singles
- 2012: Karussell
- 2012: Schloss
- 2013: Weil du zu mir stehst
- 2013: Alle Wege

## Auszeichnungen
- 2018: smago! Award in der Kategorie „smago! Kämpfer Award“